# Stazione di Capriolo
La stazione di Capriolo è una fermata della ferrovia Palazzolo-Paratico, ubicata nel territorio dell'omonimo comune nei pressi dello stabilimento della Niggeler & Küpfer (NK).

## Storia
La fermata fu aperta il 31 agosto 1876 all'inaugurazione della linea ferroviaria. Tre anni prima, il Municipio di Capriolo aveva concesso un sussidio alla Gregorini, Cicogna, Mazzuchelli, società costruttrice della strada ferrata, subordinandolo alla costituzione di una stazione sul suo territorio comunale. Tra il 1877 e il 1878 fu aggiunto un secondo binario per esigenze di servizio.
Durante la seconda guerra mondiale, presso lo scalo giungevano i convogli che trasportavano i mezzi militari tedeschi da riparare presso lo stabilimento della NK convertito per le necessità belliche.
Il 30 giugno 1966 con il decreto emesso dal Ministero dei trasporti fu sospeso il servizio viaggiatori, mentre il trasporto del collettame scomparve negli anni successivi. Con l'eliminazione del binario tronco, sparì definitivamente il movimento merci.
Sul finire degli anni novanta, la fermata fu riattivata, come servizio a richiesta, per il Trenoblu della FTI - Ferrovie Turistiche Italiane. Dalla cessazione di questo servizio, avvenuto nel 2010, la fermata è priva di servizio viaggiatori.

## Strutture e impianti
Fino agli anni settanta era dotata di un fabbricato viaggiatori a pianta rettangolare, a due livelli fuori terra con tetto a due spioventi.
Il piazzale è composto dal solo binario di corsa e di un marciapiede. Fino agli anni settanta era presente un binario tronco, necessario a servire lo stabilimento che sorge di fronte, e un piano caricatore.

## Movimento
Impresenziata, la fermata "può essere adibita a servizio pubblico".